# Idioma catalán en Argentina

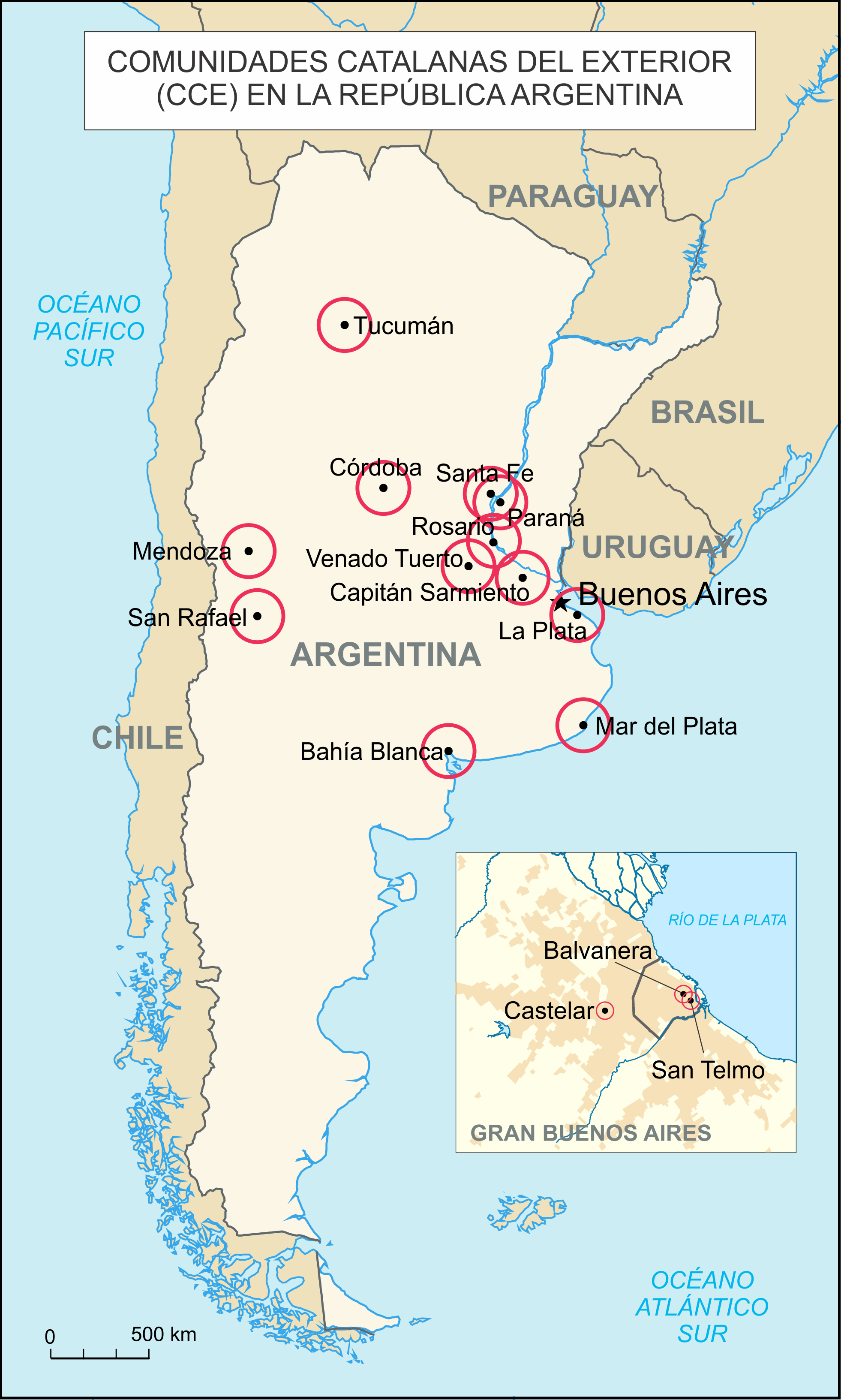
Comunidades Catalanas del Exterior (CCE) en Argentina.

El catalán/valenciano en Argentina existe desde el siglo XIX, cuando comenzaron las migraciones de grandes comunidades de peninsulares de Cataluña y Valencia y de habitantes de las Islas Baleares al país sudamericano. Una de las migraciones más destacadas fue la de los mallorquines a la ciudad bonaerense de San Pedro. Hoy en día, Argentina es el país no europeo con la mayor comunidad catalanoparlante del mundo, conformada por alrededor de 200.000 hablantes, el 0,45% de la población argentina.

## Historia
Cuando en el siglo XVIII se puso fin al monopolio del comercio con América por parte de Sevilla-Cádiz, los navegantes y comerciantes catalanes, mallorquines y valencianos ya podían ir a América sin necesidad de matricularse. La primera emigración fue poco importante. Entre 1765 y 1820, los emigrantes catalanes en Argentina solo eran 1.200. Aun así, hubo dos presidentes argentinos (del gobierno y del parlamento) nacidos en Cataluña: Juan Larrea y Domingo Matheu.
Años después, los catalanes volvieron a emigrar a Argentina. En el año 1857 se creó la primera agrupación mutual catalana en Buenos Aires, el Montepío de Montserrat. En la actualidad todavía se trata de la principal institución de la comunidad catalana en Argentina. El Montepío cumplía una función social de gran importancia, a la cual hay que añadir la contribución al mantenimiento de la cultura catalana. El barrio donde está situado, Montserrat, toma su nombre de la virgen patrona de Cataluña.
A principios del siglo XX se produjo la colonización de tierras argentinas por parte de valencianos, una empresa impulsada por el escritor Blasco Ibáñez. Se crearon dos villas, Cervantes, en la provincia de Río Negro y Nueva Valencia, en la provincia de Corrientes. También hubo una colonia valenciana en San Juan, que ha mantenido la lengua y otras tradiciones como las Fallas o la pelota desde entonces.
Asimismo, la llegada de mallorquines empezó a volverse habitual. La emigración de Manacor a Argentina tuvo dos causas principales: la demografía y la economía. La población de la ciudad tuvo un rápido crecimiento, que provocaría un aumento de la demanda de viviendas. Con la emigración, Manacor se convirtió en el pueblo que más emigrantes tenía de toda la Isla de Mallorca, con una tasa del -42%.
Fue tan fuerte la inmigración a Argentina que incluso la ciudad de Goyena la fundaron mallorquines de Son Servera el 2 de abril de 1902. Desde su fundación, la población de Goyena fue formada por mallorquines. La ciudad de San Pedro también recibió muchos inmigrantes mallorquines, tanto así que ya en la primera mitad del siglo XX conformaban el 25% de la población de la ciudad.
Los inmigrantes siguieron hablando catalán en San Pedro, lo que produjo la primera variación lingüística de la lengua catalana en tierras argentinas con la segunda generación. La influencia gastronómica mallorquina en San Pedro ha sido muy importante también. La ensaimada se ha convertido en un producto típico de San Pedro, tanto así que la ciudad ha sido declarada la Capital Nacional de la Ensaimada Argentina. Actualmente cuenta con diferentes colectividades siendo una de las de mayor presencia la mallorquina. De aquí que la ciudad haya adoptado esta tradición como propia.

## Mallorquín de San Pedro
El mallorquín de San Pedro es una variante del catalán que se habló en San Pedro, en Argentina, desde final del siglo XIX y durante el siglo XX, llevado por una colonia de gente proveniente de Manacor y Felanich. Si bien no todos los emigrantes mallorquines en Argentina se dirigieron a San Pedro, muchos sí que se trasladaron. En el año 2014 algunos habitantes todavía conservaban la lengua.

### Características
Entre los rasgos fonéticos de los catalanoparlantes en San Pedro, el más importante es el de la aspiración vacilante de la letra "s" en posición final de sílaba o palabra, del mismo modo que lo hace el español rioplatense. Por ejemplo: “tu et donaràh conte que se mescla molt”, “Tomeu, vols menjà ventrehca de middia?”, “a ca nohtra”, “eh veïnats toth eren cahtellans”, “noltros dos, anàvem a ehcola”.
También se utilizan muchos préstamos del español rioplatense, que han sido clasificados como establecidos (usados por toda la comunidad catalanohablante) y momentáneos (usados ocasionalmente). Algunos de los préstamos más comunes en el mallorquín de Argentina son: alquilar, assat ‘asado’, bolsa, camot ‘camote’, carpinter ‘carpintero’, cortar, cossetxa ‘cosecha’, cossetxar ‘cosechar’, criadero, departament ‘apartamento’, empezar, entonces, estableciment ‘establecimiento’, fetxa ‘fecha’, hasta, letxon ‘lechón’, limpiar, llimpiessa ‘limpieza’, mesita, mutxatxo ‘muchacho’, peça ‘pieza’, poll ‘pollo’, sequia ‘sequía’, sobrino, tomar, vez y volta ‘vuelta’.